# Tengcsou (Honan)
Tengcsou (egyszerűsített kínai írással: 邓州, pinjin: Dèngzhōu) város Kínában, Honan tartományban. Lakosainak száma 1 247 807 fő (2020).

## Népesség
| 2010 | 1 468 061 |
| 2020 | 1 247 807 |